# Petersdorf (Bavière)
Pour les articles homonymes, voir Petersdorf.
Petersdorf est une commune de Bavière (Allemagne) de 1 653 habitants, située dans l'arrondissement d'Aichach-Friedberg.